# Platysenta adornata
Platysenta adornata är en fjärilsart som beskrevs av Walker 1865. Platysenta adornata ingår i släktet Platysenta och familjen nattflyn. Inga underarter finns listade i Catalogue of Life.